# Širkovce
Širkovce (bis 1927 slowakisch „Žirkovce“; ungarisch Serke) ist eine Gemeinde in der Süd-Mitte der Slowakei mit 963 Einwohnern (Stand 31. Dezember 2024), die im Okres Rimavská Sobota, einem Kreis des Banskobystrický kraj, liegt und zur Landschaft Gemer gezählt wird.

## Geographie
Die Gemeinde befindet sich im Südwestteil des Talkessels Rimavská kotlina, einem Teil des größeren Südslowakischen Kessels am rechten Ufer der Rimava und nahe der ungarischen Grenze. Kleinere Ausläufer des Berglands Cerová vrchovina reichen in das Gemeindegebiet hinein. Das Ortszentrum liegt auf einer Höhe von 183 m n.m. und ist 15 Kilometer von Rimavská Sobota entfernt.
Nachbargemeinden sind Jesenské im Westen und Norden, Bottovo und sehr kurz Dubovec im Nordosten, Šimonovce im Südosten und Drňa und Hostice im Süden.

## Geschichte
Der Ort wurde zum ersten Mal 1264 als Sirque schriftlich erwähnt, im selben Jahr wie die Burg auf einem 378 m n.m. hohen Berg westlich von Širkovce. Die Burg war Stammsitz des Geschlechtes Ratold sowie deren Nachfahren Lórantfy und ging während der Türkenkriege des 16. Jahrhunderts unter. 1427 hatte die unterhalb der Burg gelegene Ortschaft insgesamt 64 Porta. Im 16. und 17. Jahrhundert gehört sie dem Geschlecht Rákóczi sowie Familien aus dem niederen Adel. Nach den Türkenkriegen kam es im 18. Jahrhundert zu einer erneuten Besiedlung. 1828 zählte man 131 Häuser und 969 Einwohner, die von der Landwirtschaft lebten.
Bis 1918 gehörte der im Komitat Gemer und Kleinhont liegende Ort zum Königreich Ungarn und kam danach zur Tschechoslowakei beziehungsweise heute Slowakei. Von 1938 bis 1944 lag er auf Grund des Ersten Wiener Schiedsspruchs noch einmal in Ungarn.

## Bevölkerung
| Jahr                | 1994 | 2004     | 2014    | 2024    |
| ------------------- | ---- | -------- | ------- | ------- |
| Anzahl der Personen | 764  | 903      | 954     | 963     |
| Unterschied         |      | +18,19 % | +5,64 % | +0,94 % |

| Jahr                | 2023 | 2024    |
| ------------------- | ---- | ------- |
| Anzahl der Personen | 962  | 963     |
| Unterschied         |      | +0,10 % |

Gemäß der Volkszählung 2011 wohnten in Širkovce 936 Einwohner, davon 495 Magyaren, 319 Roma und 89 Slowaken. 33 Einwohner machten keine Angabe. 417 Einwohner bekannten sich zur reformierten Kirche, 349 Einwohner zur römisch-katholischen Kirche, acht Einwohner zur evangelischen Kirche A. B., drei Einwohner zur griechisch-katholischen Kirche und zwei Einwohner zur evangelisch-methodistischen Kirche. Zehn Einwohner waren konfessionslos und bei 147 Einwohnern wurde die Konfession nicht ermittelt.

## Bauwerke
- reformierte Kirche im gemischten Renaissance-Barock-Stil aus dem Jahr 1718
- Ruinen der Burg auf dem Berg Širkovský hrad
- adliger Landsitz im klassizistischen Stil aus dem 19. Jahrhundert

## Verkehr
Širkovce ist durch einen Abzweig der Straße 2. Ordnung 571 (Fiľakovo–Jesenské–Kráľ) erreichbar, den Anschluss nach Rimavská Sobota stellt die in Jesenské abzweigende Straße 2. Ordnung 531 dar. Den nächsten Bahnhof findet man ebenfalls in Jesenské an der Bahnstrecke Bánréve–Fiľakovo sowie Bahnstrecke Jesenské–Tisovec.